# Bechs Klædefabrik
Bechs Klædefabrik er en af Hjørrings ældste eksisterende fabriksbygninger. Virksomheden blev oprindeligt grundlagt i 1845, mens bygningen på P. Nørkjærs Plads er fra 1895. Firmaet startede, som mange andre af landets klædefabrikker, oprindeligt som et farveri hvor de omkringliggende landmænd kunne aflevere deres egne hjemmespundne uldklæder til farvning. Fra slutningen af 1800-tallet havde virksomheden udviklet sig til også at omfatte omfatte trykkeri, spinderi, væveri og syning, samt desuden en forretning hvorfra egne produkter blev udbudt. Klædefabrikken bliver købt i 1891 af Peter Dinesen Beck, og den nuværende bygning opføres efter en altødelæggende brand i 1894. I 1918 skifter virksomheden navn til De forenede klædefabrikker, og i de efterfælgende år udvides produktionen med bl.a. gardiner, sengelinned og den såkaldte Hjørring Tweed. Senere fik virksomheden også eget fjerrenseri. I perioden frem til Anden Verdenskrig var virksomheden Hjørrings største med over 100 ansatte.
Fra 1950 og frem begynder man at mærke konkurrencen fra udlandet. Ved 125-års jubilæet i 1970 var virksomheden nede på 15 ansatte. Som konkvens af udviklingen lukkede den nye ejer Peter Nørkjær firmaet i 1979. Den ene, mindre fabriksbygning på matriklen er siden blevet revet ned og i stedet omdannet til P-plads. I 1995 overtog Hjørring Kommune bygningen for 3 mio. kr.. Året efter udskrev man en arkitektkonkurrence om at indrette den gamle bygning til kunstmuseum, en konkurrence som blev vundet af arkitektfirmaet C.F. Møllers Tegnestue med et forslag, der dog senere måtte tilpasses et nyt og mere begrænset budget. I 2003 blev åbnede stedet derfor som nyt hjemsted for Vendsyssel Kunstmuseum efter en ombygning til 24 mio. kr.